# Pete Way
Pete Way (* jako Peter Frederick Way; 7. srpna 1951, Enfield, Middlesex, Anglie – 14. srpna 2020 ) byl britský baskytarista.
Byl jedním ze zakládajících členů hard rockové skupiny UFO, se kterou hrál od roku 1969 do roku 1982, krátce v letech 1988–1989 a znovu od roku 1991 do roku 2008. Byl také členem skupin Fastway, Waysted, The Plot a v letech 1982–1983 hrál také s doprovodnou skupinou Ozzy Osbournea.